# Epoka (czasopismo polskie)
Epoka – czasopismo (początkowo tygodnik, następnie dwutygodnik) o profilu lewicowym ukazujące się w Polsce w latach 1932–1933 i 1936–1939. 

## Historia
Gazeta ukazywała się w latach 1932–1933 pod redakcją Józefa Wasowskiego jako tygodnik. W 1936 wznowiono jej wydawanie pod redakcją Henryka Lukreca: początkowo jako dwutygodnik, następnie pismo dekadowe (trzy razy w miesiącu). Ostatni numer ukazał się 15 sierpnia 1939. 
Czasopismo było nieoficjalnym organem grupy literackiej Przedmieście. W gazecie publikowali m.in. Mieczysław Michałowicz, Wincenty Rzymowski, Józef Wasowski, Jerzy Borejsza, Alfred Fiderkiewicz, Leon Kruczkowski, Anatol Stern, Andrzej Strug, Juliusz Kaden-Bandrowski, Gustaw Morcinek, Jerzy Stempowski, Tytus Czyżewski. 